# کیم گوانگ-سوک
کیم گوانگ-سوک (به انگلیسی: Kim Gwang-Suk) ژیمناست زادهٔ ۱۵ فوریه ۱۹۷۶ میلادی اهل کشور کره شمالی است.